# Arces-sur-Gironde
Arces-sur-Gironde – miejscowość i gmina we Francji, w regionie Nowa Akwitania, w departamencie Charente-Maritime.
Według danych na rok 1990 gminę zamieszkiwało 485 osób, a gęstość zaludnienia wynosiła 22 osób/km² (wśród 1467 gmin regionu Poitou-Charentes Arces plasuje się na 564. miejscu pod względem liczby ludności, natomiast pod względem powierzchni na miejscu 331.).